# 丹尼斯·米倫伯格
丹尼斯·米倫伯格（英語：Dennis A. Muilenburg，1964年—）是一位美国企业家。曾任波音公司總裁兼營運長。737 Max系列客机在连续两次重大事故后，在调查中被发现其领导的波音团队长期隐瞒波音公司的737 Max系列的设计问题，声名狼藉，而后被波音公司解雇。

## 生平
获得愛荷華州立大學航空航太工程學學士學位，之後获得華盛頓大學航空太空工程學碩士學位。
2015年6月23日，波音公司宣布他將接任吉姆·麥克納尼長達十年的執行長職位。2015年7月1日，米伦伯格正式上任。2018年，丹尼斯·米倫伯格当选为美国国家工程院院士。2019年12月23日，因为737-MAX事故、停飞等一系列负面消息，丹尼斯·A·米伦伯格被迫辞职。波音宣布将由董事会主席大卫·卡尔霍恩接任CEO。